# Eva Rivas
Pour les articles homonymes, voir Rivas.
Eva Rivas (en arménien Եվա Ռիվաս), de son vrai nom Valeriya Reshetnikov-Tsaturyan, née le 13 juillet 1987 à Rostov-sur-le-Don (URSS) est une chanteuse russo-arménienne.

## Eurovision 2010
Le 14 février 2010, Eva Rivas a gagné la finale arménienne avec la chanson Apricot Stone (Noyau d'abricot) et représente son pays au Concours Eurovision de la chanson. Cependant, des informations ont révélé qu’un riche homme d’affaires de Russie, Samvel Karapetian, aurait misé une certaine somme d'argent (de 2 à 7 millions de dollars) pour donner la victoire à sa favorite Eva Rivas.
Finalement, elle termine 7e du concours.